# 横山竹男

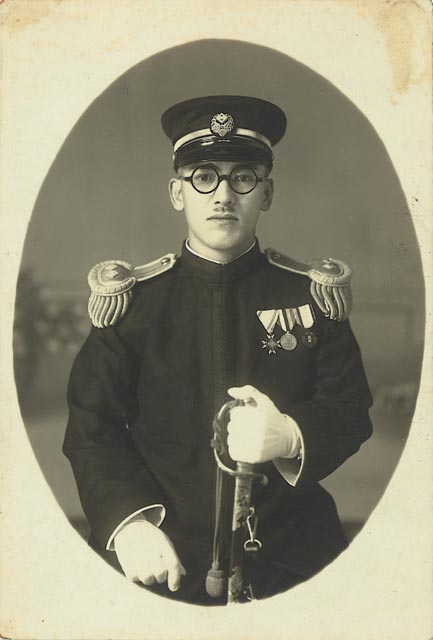
横山竹男

横山 竹男（よこやま たけお、1895年〈明治28年〉8月18日 - 没年不明）は、大正から昭和時代前期の台湾総督府官僚。基隆市尹、高雄市長。

## 経歴
横山文吉の長男として香川県三豊郡詫間村（現三豊市詫間町）に生まれる。1910年（明治43年）4月、通信伝習所を卒業後、1911年（明治44年）3月、詫間郵便局に奉職。1915年（大正4年）9月、台湾に渡り、台南郵便局通信手を経て、1922年（大正11年）12月に台湾総督府属、総督官房秘書課勤務を発令される。
1930年（昭和5年）台北高等商業学校書記兼文教局学務課勤務を経て、1934年（昭和9年）5月に交通局副参事鉄道部庶務課勤務に転じ、1935年（昭和10年）10月に地方理事官に進み、台南市助役に就任。翌年の1936年（昭和11年）12月には台中州大甲郡守を経て、1939年（昭和14年）基隆市尹に就任し、さらに1942年（昭和17年）4月、高雄市長に就任した。